# Simon Manley
Simon John Manley CMG (18 de setembre de 1967) és un diplomàtic britànic que es va convertir en l'ambaixador a Espanya l'octubre de 2013.